# 796 Sarita
796 Sarita
796 Sarita là một tiểu hành tinh ở vành đai chính. Nó được K. Reinmuth phát hiện ngày 15.10.1914 ở Heidelberg. Không biết rõ nguồn gốc tên của nó.